# 云南铁路博物馆
云南铁路博物馆是位于中国云南省昆明市北京路913号的一个铁路主题博物馆。博物馆建筑与昆明北站合建。博物馆由中国铁路昆明局集团有限公司投资兴建和管理运营，是全国青少年教育基地、全国铁路和云南省爱国主义教育基地以及云南省科普教育基地。2020年9月3日被中国铁道学会评为“全国铁路科普教育基地”。博物馆每周三至周日开放。2022年10月12日起，博物馆免费向公众开放。

## 历史
博物馆始建于1990年，原为云南窄轨陈列馆，2003年升格为云南铁路博物馆，2014年扩建新馆。

## 建筑

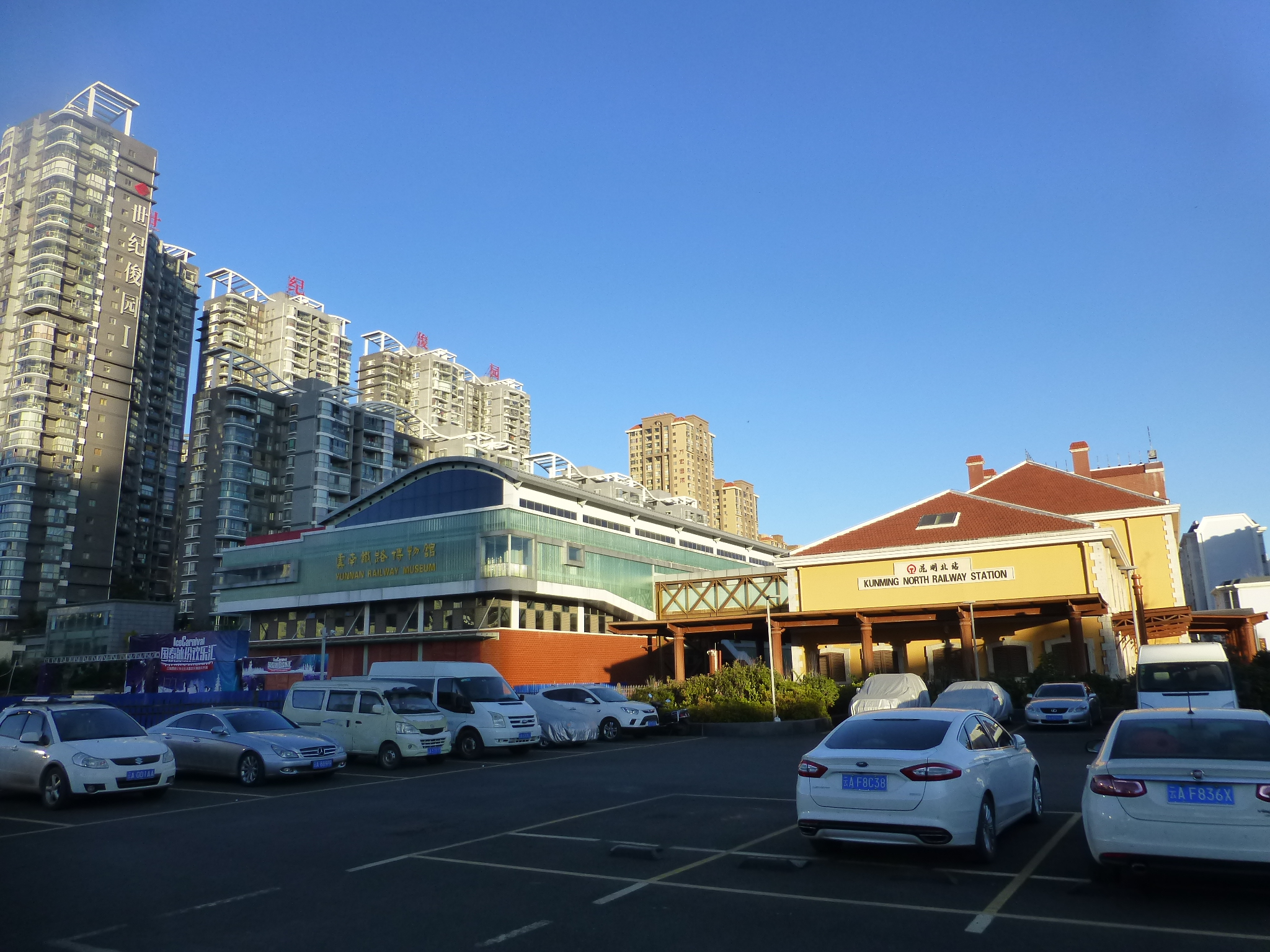
云南铁路博物馆建筑。南馆（黄色法式建筑）是文史资料馆，北馆是机车车辆馆

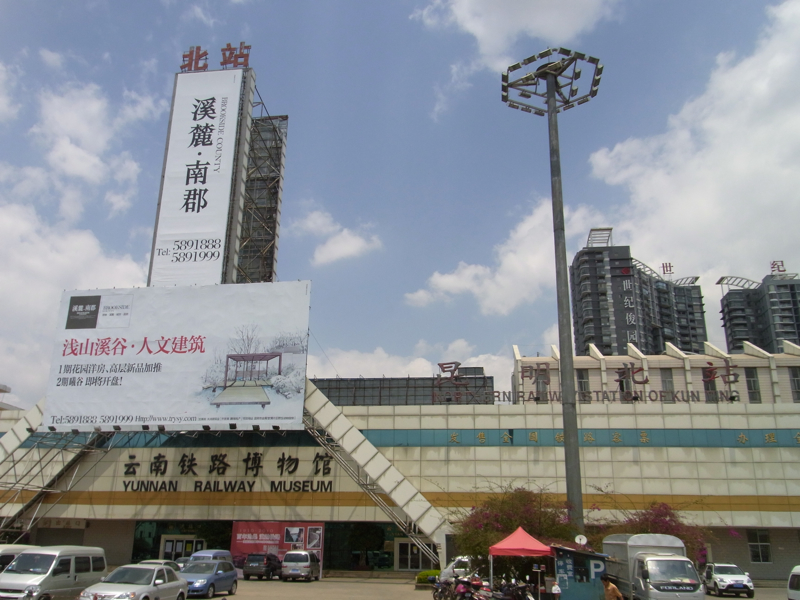
2014年改造前的火车北站站房兼云南铁路博物馆文史资料馆

云南铁路博物馆建筑由南馆、北馆和空中连廊组成。南馆为法式风格建筑，以滇越铁路云南府车站的古典建筑为原型。北馆为萃取高铁旅客车站元素的现代建筑。总建筑面积8360平方米，文物布展面积5155平方米。

## 馆藏
云南铁路博物馆收藏、展示各类文物、文献万余件。其中，一级文物8件、二级文物10件、三级文物123件。

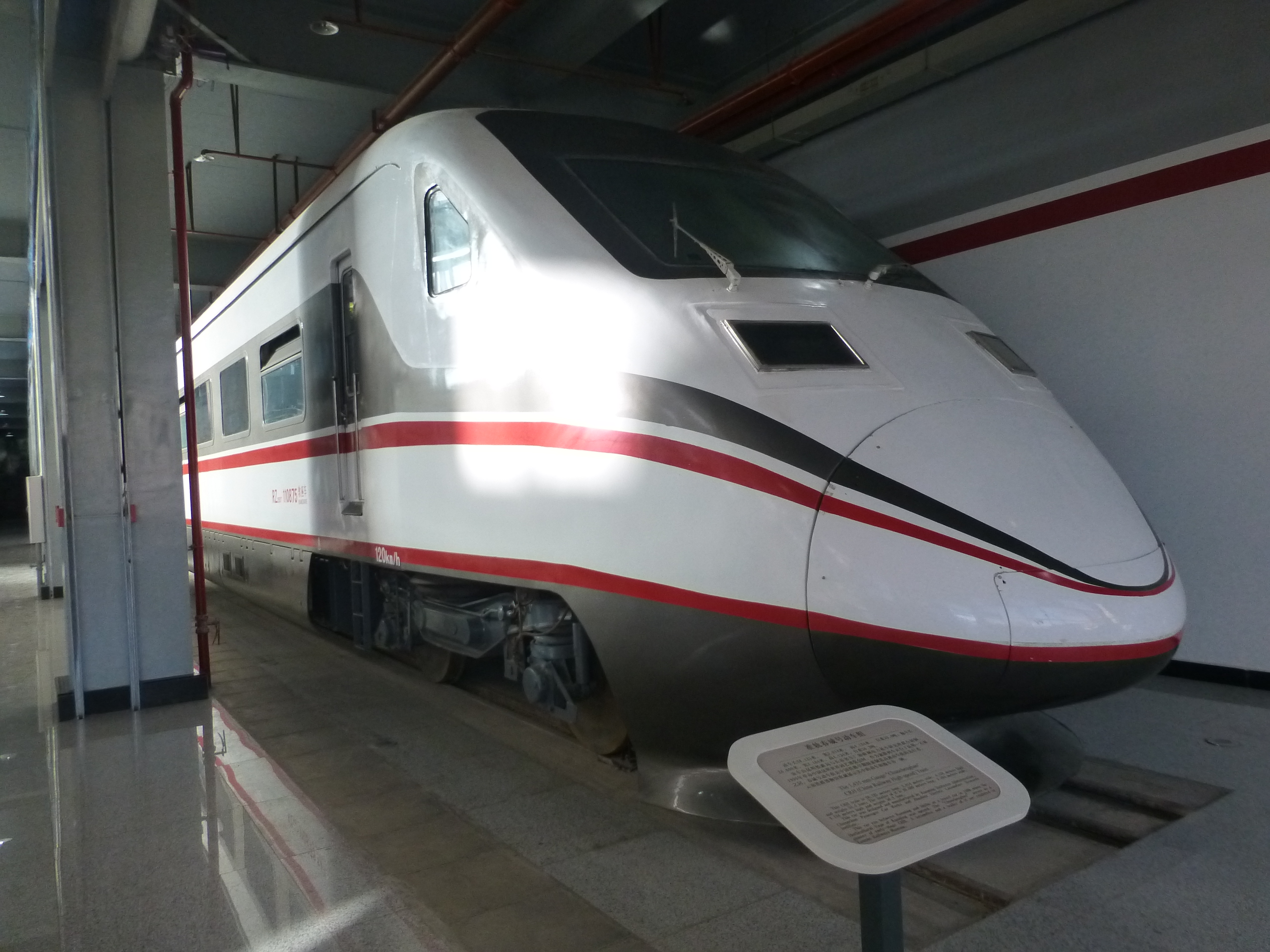
准轨春城号动车组头车
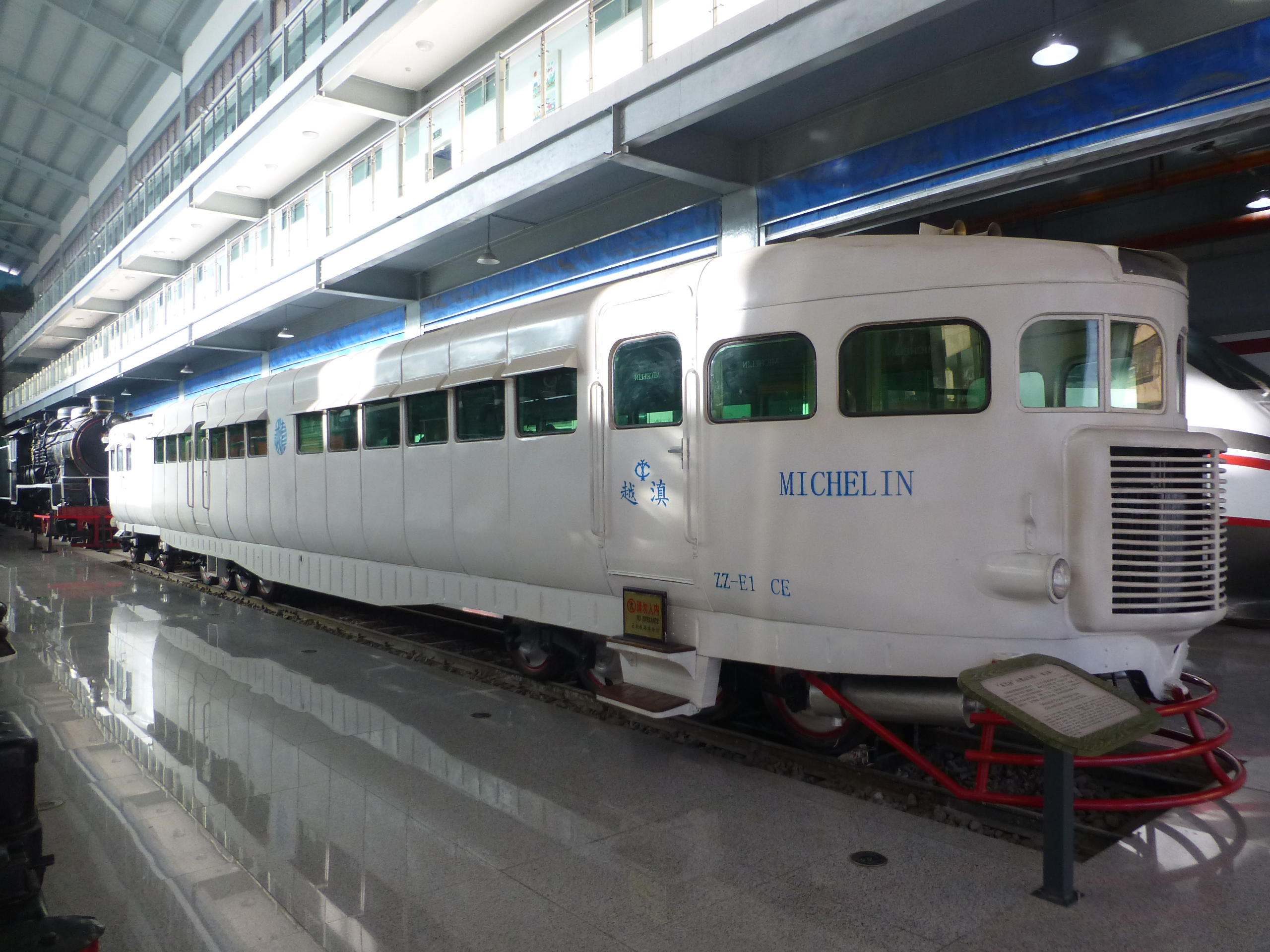
1914年法国制“米其林”内燃动车组，一级文物
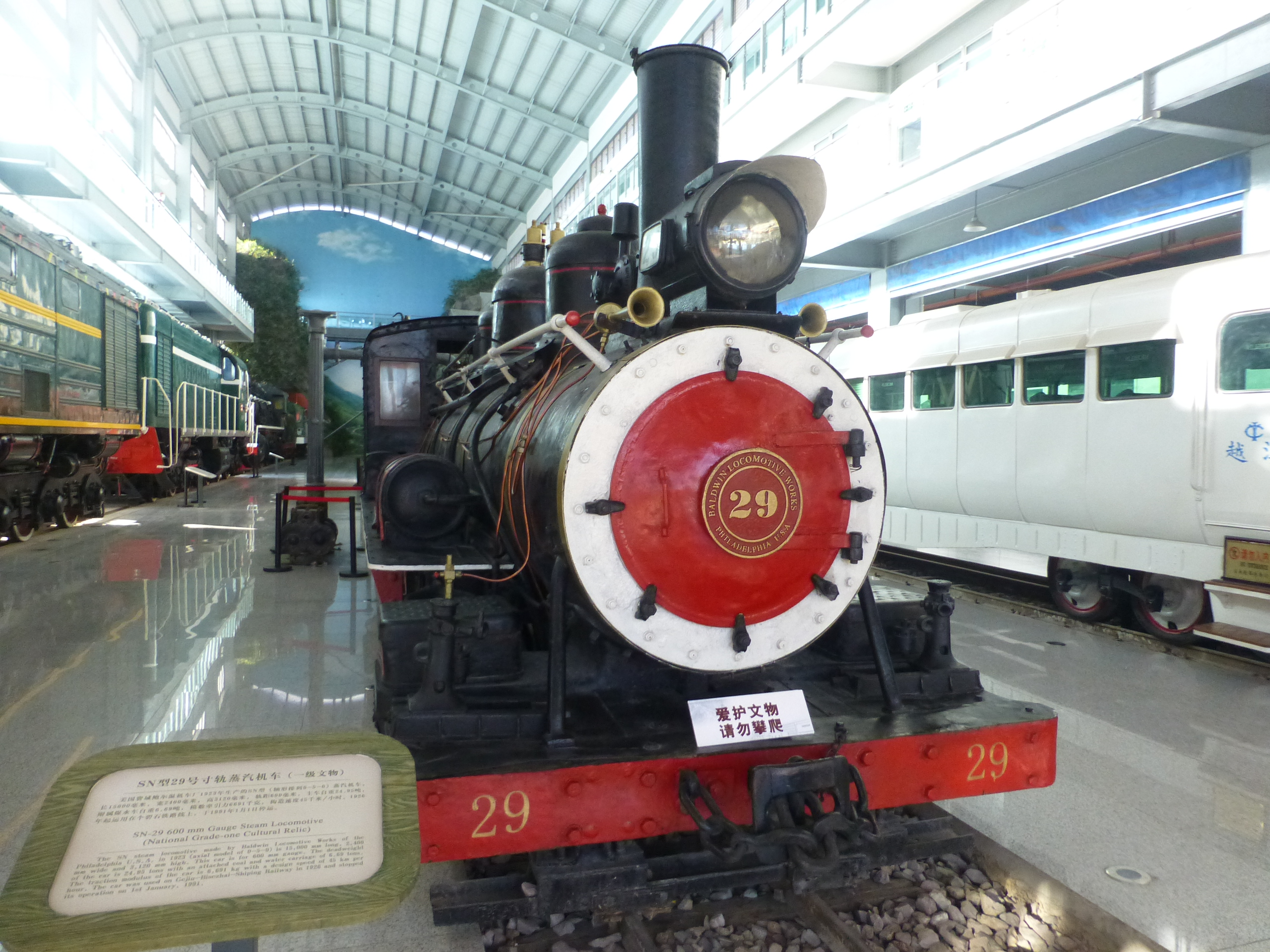
1923年美国制SN型29号寸轨蒸气机车，一级文物
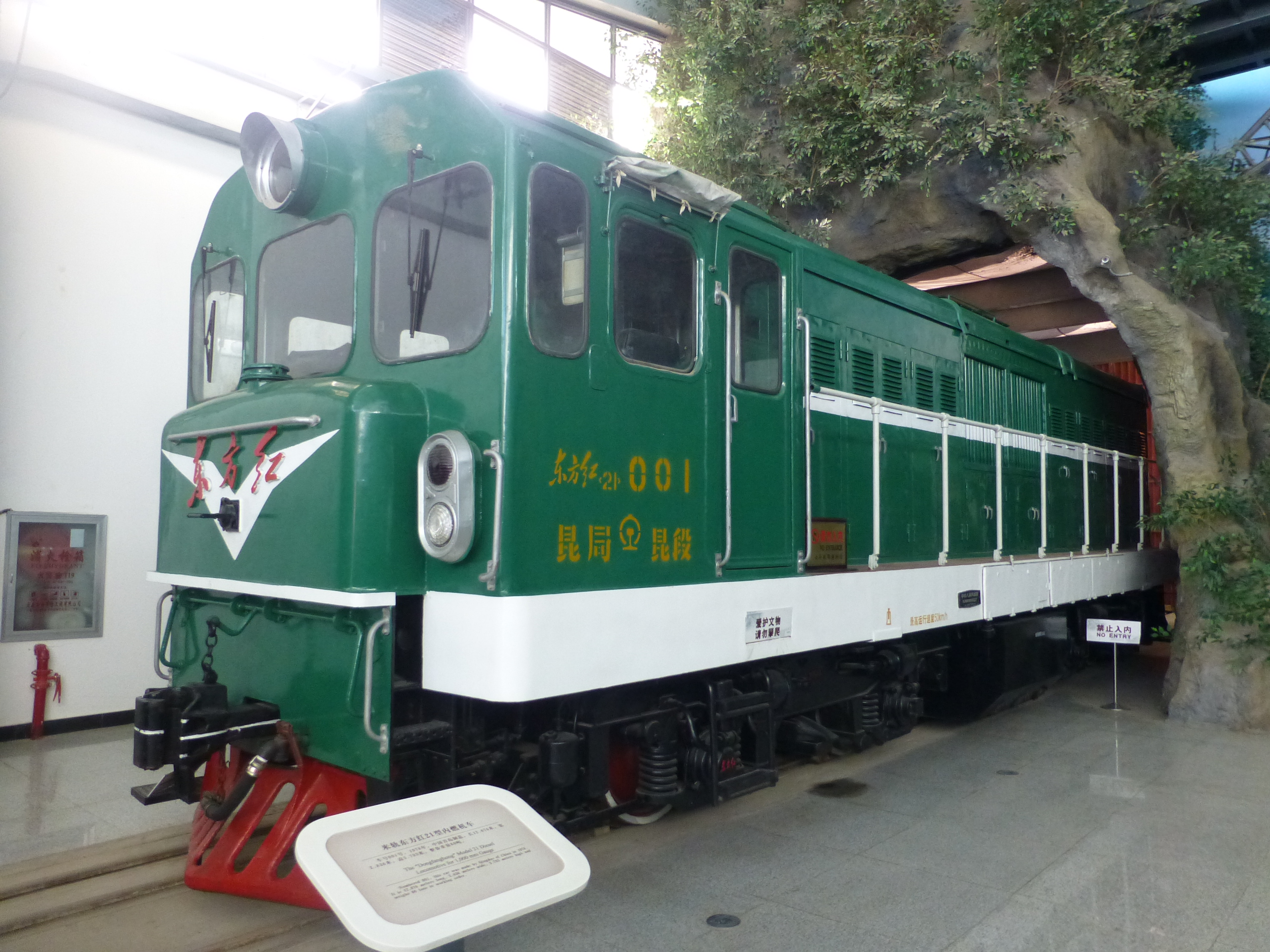
1978年青岛四方产东方红21型米轨内燃机车